# Eduardo Tamayo Barrena
Eduardo Tamayo Barrena (Peñarroya-Pueblonuevo, Córdoba, 2 de febrero de 1959) es un político español, licenciado en Derecho por la Universidad Complutense de Madrid.
Se hizo célebre en 2003 cuando, mediante su abstención, impidió la elección del líder de su partido, Rafael Simancas, como presidente de la Comunidad de Madrid, caso que se conoció como el Tamayazo.

## Biografía
La familia de Eduardo Tamayo emigró a Madrid hacia 1964. Su padre comenzó a trabajar en una fábrica de cervezas, donde entró en contacto con la actividad política de izquierdas, afiliándose al PSOE cuando este partido era aún ilegal. Eduardo se incorporó al partido en 1985, al tiempo que acababa sus estudios de Derecho.
Tras su ingreso en el PSOE en 1985, ocupando diversos puestos dentro de la Federación Socialista Madrileña (FSM). Se vinculó a José Luis Balbás, político procedente de la UCD y que se incorporó al PSOE con el grupo de Francisco Fernández Ordóñez.
Fue designado miembro del Comité Electoral de la FSM el 4 de julio de 2002. Dentro del PSOE madrileño, Tamayo se encontraba en el sector denominado "Renovadores por la base", liderado por Balbás. 
En las elecciones autonómicas de la Comunidad de Madrid del 25 de mayo de 2003, Tamayo ocupó el puesto 13 de la lista de Rafael Simancas. El PSOE obtuvo 47 diputados, Izquierda Unida 9 y 55 el PP. El pacto entre los dos partidos de izquierda era muy probable.
El 10 de junio del mismo año, Tamayo y la también diputada socialista María Teresa Sáez no acudieron a la Asamblea de Madrid, y con ello impidieron la elección del socialista Francisco Cabaco como presidente de la misma, ya que los populares, con mayoría absoluta ese día (55 diputados contra 54) eligieron a Concepción Dancausa, lo que supuso un escándalo político debido a las acusaciones de transfuguismo y corrupción, conocido como el Tamayazo. Desde el principio, el PSOE afirmó que los dos diputados habrían recibido dinero de una trama inmobiliaria y urbanística con el objetivo de beneficiar al PP. El Partido Popular por su parte achacó la ausencia a un problema interno entre distintas corrientes del PSOE. Tamayo, por su parte, afirmó en repetidas ocasiones estar en contra de un pacto con Izquierda Unida, negando las acusaciones de corrupción.
El 23 de junio, Tamayo y Sáez tomaron posesión de sus actas de diputados y pasaron a formar el Grupo Mixto.
Durante gran parte del verano de 2003, tuvo lugar una comisión de investigación para examinar la hipotética relación de Tamayo y Sáez con el PP o con las constructoras. La incapacidad de formar gobierno de ambos candidatos posibles, Rafael Simancas o Esperanza Aguirre llevó a la necesidad de convocar nuevos comicios.
Tamayo y Sáez fundaron un nuevo partido político llamado Nuevo Socialismo, que en la repetición de las elecciones consiguió 6 221 votos y ningún escaño. Posteriormente, Eduardo Tamayo abandonó la política activa, si bien a principios de 2008 se anunció la integración de Nuevo Socialismo en el Partido Social Demócrata y el apoyo de Tamayo a este partido.
Tamayo trabaja como directivo de la empresa constructora Prefabricados y Obras Zarza, con proyectos en Venezuela y Guinea Ecuatorial.
En octubre de 2020, fue investigado por la Guardia Civil como responsable de una trama de extorsión a empresarios vigueses.